# Der Metzger und der Tote im Haifischbecken
Der Metzger und der Tote im Haifischbecken ist ein deutscher Fernsehfilm von Andreas Herzog aus dem Jahr 2015, nach der Romanvorlage Der Metzger geht fremd von Thomas Raab. Es ist die erste Folge der Krimireihe Der Metzger mit Robert Palfrader und Dorka Gryllus in den Hauptrollen. Beide werden situationsbedingt zu Hobbydetektiven und ermitteln auf eigene Faust.

## Handlung
Restaurator Willibald Adrian Metzger ist mit seinem Fahrrad auf dem Weg zur „Pension Hackenberger“, wo er eine antike Holzfigur restaurieren soll. Die Pension liegt sehr abgelegen, und zusätzlich muss er auch noch den Hausmeister aufsuchen, der zurzeit in der noch höher in den Bergen gelegenen Kurklinik „Sonnenhof“ arbeitet. Auf dem recht anstrengenden Weg dorthin stürzt Willibald mit seinem Fahrrad und findet dabei einen abgetrennten Ringfinger. Zeugin des Ganzen wird zufällig die junge Danjela Djurkovic, die hier oben gerade in einem Bergsee badet. Als sich Danjela den Ring näher ansieht, entdeckt sie den eingravierten Namen August und ein Datum. Dann greift sich kurioserweise ein Adler den Finger und verschwindet damit. Im Gespräch erfährt Willibald, dass Danjela im „Sonnenhof“ wohnt, und so machen sich beide gemeinsam auf den Weg dorthin. Endlich angekommen, stoßen sie auf ein großes Polizeiaufgebot, weil hier ein Gast im Pool ertrunken ist. Willibald, dem Danjela sehr sympathisch ist, weicht nicht mehr von ihrer Seite und muss feststellen, dass sie eine detektivische Ader hat und sich deshalb sehr für das Schicksal des toten Kurgastes August Friedmann interessiert. Unablässig sucht sie nach Hinweisen und ist davon überzeugt, dass der Mann ermordet worden sein muss. Willibald bittet sie, die Polizei von ihrer Vermutung in Kenntnis zu setzen, doch die scheint sich nicht dafür zu interessieren und geht weiterhin von einem Unfall aus.
Nachdem Willibald den Hausmeister Ferdinand Anzböck kontaktiert hat, macht er sich wieder auf den Rückweg zur „Pension Hackenberger“. Unterwegs wird er von einem Autofahrer angesprochen, der ihm anbietet, ihn mitzunehmen, da er auch bei den Hackenbergers wohnen würde. Das Fahrrad wird auf den Transporter geladen, und Willibald ist dankbar, sich nicht länger abstrampeln zu müssen. Im Gespräch erfährt er, dass der junge Mann der Sohn von August Friedmann ist. Sein Vater sei nach einem Sturz von der Leiter zur Reha in der Kurklinik gewesen, und er hätte gerade seine Sachen dort abgeholt.
Am Abend ruft Danjela Willibald an und meint, dass der abgetrennte Finger womöglich Frau Friedmann gehört und hier vielleicht eine Familientragödie vorliegt. Obwohl Willibald damit beschäftigt ist, die Holzfigur zu restaurieren, und eigentlich fertig werden möchte, verabredet er sich mit Danjela für den nächsten Tag. Während sie in der Kurklinik darüber beraten, wie sie weiter vorgehen wollen, wird plötzlich im Haifischbecken, das zu Schauzwecken im Eingangsbereich installiert ist, eine frisch abgetrennte Hand entdeckt, die sehr wahrscheinlich dem Hausmeister gehörte, dessen Rest der Hai bereits gefressen hat. Danjela ist sogleich davon überzeugt, dass der Mann nicht zufällig in das Becken gefallen ist, sondern dass auch er ermordet worden ist. Für Willibald ist es aber erst einmal genug und er fährt zurück, um weiter an der Figur zu arbeiten. In der kleinen Alpenpension kommt er mit Sascha Friedmann ins Gespräch und erfährt, dass der kein gutes Verhältnis zu seinem Vater hatte. Insgesamt sind dessen Familienverhältnisse sehr traurig, denn sein Großvater tyrannisiert die ganze Familie, was sie alle belastet. Willibald lernt zufällig Saschas Mutter kennen und stellt fest, dass ihr weder ein Finger, noch der Ring daran fehlt. Nach Saschas Schilderungen hat nicht nur er den Hirzingerhof verlassen, sondern schon viel früher sein älterer Bruder Xaver und nun auch noch sein Vater, der vorgehabt hatte, ein neues Leben zu beginnen.
Willibald hat sich nun doch von Danjelas Ermittlungsleidenschaft anstecken lassen, nachdem er zufällig alte Fotos von Saschas Familie gefunden hat. Er will den Pfarrer dazu befragen, weil er ja die Familie gut kennen müsste, gerät aber vorher an die mitteilungsfreudige Zellmoserin. Von ihr erfährt er, dass der Hausmeister Anzböck in jungen Jahren auf dem Hirzingerhof als Knecht gearbeitet hatte und in die Tochter Luise verliebt war, ebenso wie August Friedmann, der später Luise heiratete. Luises Schwester Paula war damals 15 und sei an einer rätselhaften Krankheit überraschend gestorben. Während Willibald versucht, sich ein Bild von den Beziehungs- und Familienverhältnissen zu machen, und sich telefonisch mit Danjela darüber austauscht, wird er plötzlich von Saschas jüngerem Bruder Benedikt mit einem Jagdgewehr bedroht und genötigt, mit ihm zu fahren. Er hatte Willibald zusammen mit Sascha bei seinem Großvater auf dem Hof gesehen und will wissen, warum er sich so für seine Familie interessiert. Nach einer kleinen Handgreiflichkeit fährt der hitzköpfige Benedikt weiter, hat aber noch Willibalds Handy in seinem Auto. Als Danjela anruft, nimmt er das Gespräch an, und Danjela plappert munter darauf los, ohne zu wissen, dass Willibald gar nicht am Apparat ist. So erfährt Benedikt, dass sie den verschollenen dritten Sohn von August gefunden hat, der hier in der Kurklinik als Physiotherapeut arbeitet. Umgehend fährt Benedikt dorthin und will seinen Bruder zur Rede stellen, von dem er annimmt – da Xaver in der Klinik arbeitet, wo gerade ihr Vater umgebracht worden ist –, dass er auch sein Mörder ist. Aus diesem Grund und auch, weil er ihm nicht verzeihen kann, damals weggegangen und ihn allein bei dem schrecklichen Großvater gelassen zu haben, sticht er mit dem Messer auf ihn ein. Benedikt wird daraufhin festgenommen und Xaver ins Spital gebracht.
Für Danjela und Willibald ist der Fall damit aber noch immer nicht gelöst. Sie konstruieren die Zusammenhänge, wie sie sich ihrer Meinung nach entwickelt haben: August Friedmann war seinerzeit in Luises Schwester Paula verliebt, die schon mit 15 ein Kind von ihm bekam und der Schande wegen vom Hof verbannt wurde. August musste Luise heiraten, die Paulas Kind (Xaver) als das ihre aufzog. Als Ferdinand Anzböck in der Kurklinik unerwartet auf seinen alten Rivalen traf, hat der ihn vor Wut ertränkt. Da sich August mit Paula verabredet hatte, um mit ihr ein neues Leben zu beginnen, dann aber nicht kam, hatte sie sich aus Gram den Finger abgetrennt. Sie konnte ja nicht wissen, dass August zu dem Zeitpunkt gar nicht mehr lebte. Später, als Danjela nach Xaver sehen will, trifft sie im Spital auf eine Nonne mit einer verbundenen Hand. Da sie sich liebevoll Xaver zuwendet, vermutet Danjela, dass ihre Theorie stimmt und diese Frau Paula ist.
Die beiden Hobbydetektive vermuten zunächst, dass Xaver den Mord an August mitbekommen und er den Hausmeister aus Rache ins Haifischbecken gestoßen hat, als dieser gerade die Fische füttern wollte. Willibald erscheint das aber kein ausreichendes Motiv. Damit sollte er recht behalten, denn schon bald erfährt er die ganze schreckliche Wahrheit, die August Friedmann in einem Brief an Sascha offengelegt hat. Demnach durchzog ihre gesamte Familie eine große Lüge, indem Xaver als Sohn seiner Tante aufwachsen musste und auch Sascha nicht Augusts Sohn ist. Luises Vater hat sich an seiner eigenen Tochter vergangen und dabei Sascha gezeugt. Nachdem Willibald hinter Saschas Geheimnis gekommen ist, will dieser ihn und auch seinen Großvater umbringen. Er sperrt sie in die Scheune und zündet das Gebäude an. Im letzten Moment können sich die beiden befreien und dem Feuer entkommen, allerdings trifft den undankbaren Hirzinger am Ende ein von der Scheune herabstürzendes Metallteil. Auch Sascha kommt zu Tode, da er auf seiner Flucht mit dem Auto gegen ein Neonkreuz fährt und von diesem erschlagen wird.

## Kritiken
Volker Bergmeister schrieb auf Tittelbach.tv: Der Metzger und der Tote im Haifischbecken „ist zwar durchaus ein raffinierter Krimi mit ironisch-bissigem Unterton, doch durch die etwas arg komödiantisch geratene Einführung der Hauptfiguren Metzger und seiner äußerst agilen ‚Assistentin‘ Danjela Djurkovic wird der Fall ein wenig verwässert. Richtig dicht, spannend und schwarzhumorig wird es erst in der zweiten Hälfte.“
Bei der Süddeutschen Zeitung wertete David Denk: „Die schwarzhumorig-derbe Geschichte nach dem Roman von Thomas Raab hat etwas Überhöhtes, Fantastisches, und wenig gemein mit dem gängigen TV-Krimi-Realismus. Als Film ist ‚Der Tote im Haifischbecken‘ dadurch sperriger – aber auch ungleich interessanter, um nicht zu sagen: österreichischer. Die übersprudelnde Lebensfreude von Danjela wird kontrastiert durch das kauzig-menschenscheue Wesen des Metzgers, verkörpert vom Starkomödianten Robert Palfrader.“
Ursula Scheer von der FAZ meinte: „Eigentlich hat der Metzger seinen Rucksack nur in der Panorama-Herberge oben am Berg abgeworfen, um eine wurmstichige Nepomuk-Statue zu restaurieren. Der ertränkte Patron des Beichtgeheimnisses ohne Hände, das ist ein erster Wink auf allerlei Unausgesprochenes und das, was noch kommen wird.“ Der Krimi „besticht weder durch Tiefe noch Raffinesse, er ist auch nicht besonders originell. Es geht um Schuld und Schande und einen verkorksten Clan mit drei Söhnen.“ „Was einem genau an düsterer Familienaufstellungen aus der Bergwelt serviert wird, lässt sich häppchenweise auf einem Jausenbrett anrichten und mühelos wegsnacken. Der Zuschauer wird schnell vergessen haben, was er da genau konsumierte. Haften bleibt einzig die Vorstellung, die Robert Palfrader gibt.“ „Palfrader macht ihn [(Willibald Adrian Metzger)] zu einer Figur, von der man durchaus mehr erfahren wollte.“
Die Kritiker der Fernsehzeitschrift TV Spielfilm vergaben die beste Wertung (Daumen nach oben) und fanden, der „Heimatkrimi“ sei „skurril“ und mit „knochentrockenem“, „bissigem Austriahumor“ gewürzt.

## Hintergrund
Der Metzger und der Tote im Haifischbecken wurde vom 8. Juli bis zum 9. August 2014 unter dem Arbeitstitel Der Metzger geht fremd in Tirol gedreht und am 12. Februar 2015 im Ersten ausgestrahlt.
Im Film ist der Titel I See The Darkness von Johnny Cash zu hören.